# Puchar Polski w piłce nożnej kobiet (2021/2022)
Puchar Polski w piłce nożnej kobiet 2021/2022 – 38. edycja rozgrywek mających na celu wyłonienie zdobywcy Pucharu Polski kobiet. Po raz 13. trofeum wywalczył Czarni Sosnowiec. Finał został rozegrany na Stadionie MOSiR w Puławach.

## Wyniki

### 1/32 finału
| 3 listopada 2021 12:30 | Trójka Staszkówka/Jelna · Tomasiak 58' | 1:7(0:2) | APLG Gdańsk · 12', 72' Słowińska · 36' (sam.) Łomako · 68' Bida · 78', 79' Okoniewska · 86' Szewczuk |  |
|                        |                                        |          | |  |

| 3 listopada 2021 15:30 | Włókniarz Białystok | 0:6(0:4) | Resovia Rzeszów · 6' Kaput · 17' Łach · 26', 57' Bednarz · 35' Misiak · 88' Czubat |  |
|                        |                     |          |                                                                                    |  |

| 3 listopada 2021 17:30 | Skra Częstochowa · Kaim 8' · Cichoń 55', 84' | 3:1(1:1) | Sportowa Czwórka Radom · 23' Zielińska |  |
|                        |                                              |          |                                        |  |

| 3 listopada 2021 12:00 | Górnik II Łęczna · Duchnowska 6', 15', 21', 70', 76' · Adamska 55', 83' · Dębińska 59', 87' · Kazanowska 61' | 10:1(3:1) | Tarnovia Tarnów · 19' Białoszewska |  |
|                        | |           |                                    |  |

| 3 listopada 2021 18:00 | WAP Włocławek · Bukowska 87' | 1:6(0:4) | Górnik Łęczna · 10' Gliszczyńska · 33', 45', 73' Chinonyerem · 43' Rapacka · 69' Kaczor |  |
|                        |                              |          |                                                                                         |  |

| 3 listopada 2021 19:00 | Loczki Wyszków | 0:4(0:1) | Marcus Gdynia · 23', 64' Kamińska · 56' Wierzbicka · 82' Przytuła |  |
|                        |                |          |                                                                   |  |

| 3 listopada 2021 19:30 | LFA Szczecin | 0:5(0:1) | Czarni II Sosnowiec · 30', 78' Sluková · 71' Misztal · 73', 81' Tobiczyk |  |
|                        |              |          |                                                                          |  |

| 3 listopada 2021 17:00 | Ziemia Lubińska Czerniec · Malinowska 72' | 1:5(0:2) | GSS Grodzisk Wielkopolski · 3', 73' Ruta · 30' Guzik · 56' Marek · 81' Walkowiak |  |
|                        |                                           |          |                                                                                  |  |

| 3 listopada 2021 12:30 | TKKF Stilon Gorzów Wielkopolski · Leśniewska 58', 90' | 2:2 k. 4:3(0:1) | Prądniczanka Kraków · 25' Podżus · 80' Stadnik |  |
|                        |                                                       |                 |                                                |  |

| 3 listopada 2021 12:30 | Ślęza Wrocław | 0:2(0:0) | UKS SMS Łódź · 58' Rędzia · 90' Abambila |  |
|                        |               |          |                                          |  |

| 3 listopada 2021 20:00 | Wanda Nowa Huta | 0:4(0:1) | Polonia Środa Wielkopolska · 45', 68', 79' Mikołajczak · 87' Nogalska |  |
|                        |                 |          |                                                                       |  |

| 3 listopada 2021 17:30 | Podgórze Kraków · Będkowska 16', 43' · Cop 35' | 3:1(3:1) | Sokół Kolbuszowa Dolna · 13' (k.) Kot |  |
|                        |                                                |          |                                       |  |

| 3 listopada 2021 12:30 | KSZO Ostrowiec Świętokrzyski | 0:10(0:6) | Czarni Sosnowiec · 3', 42' Grosicka · 7' Jędrzejewicz · 9', 27' (k.) Kaletka · 36', 66', 90' Kozak · 47' Buszewska · 77' Horváthová |  |
|                        |                              |           | |  |

| 16 listopada 2021 12:00 | Resovia II Rzeszów · Mikrut 3', 51', 62' · Harko 34' · Dąbrowska 89' | 5:1(2:0) | UKS SMS II Łódź · 80' Dobroń |  |
|                         |                                                                      |          |                              |  |

| 11 listopada 2021 12:15 | Dąb Zabierzów Bocheński | 0:3(2:0) | ROW Rybnik · 9' Ostalecka · 39', 87' Matla |  |
|                         |                         |          |                                            |  |

| 3 listopada 2021 12:00 | Stomil Olsztyn · Kowalewska 8' · Gadomska 9' · Żukowska 31' · Czarnecka 53' | 4:0(3:0) | AZS UW Warszawa |  |
|                        |                                                                             |          |                 |  |

| 16 listopada 2021 12:30 | Pogoń II Tczew · Sobal 14', 53' (k.), 78' · Guzewicz 18' · Lemczak 77' | 5:3(2:2) | Ząbkovia Ząbki · 3' Tabaka · 23', 90' Lesińska |  |
|                         |                                                                        |          |                                                |  |

| 3 listopada 2021 20:00 | UKS SMS III Łódź · Wroniarska 5', 65', 90' · Orłowska 6', 49', 83' · Olkiewicz 64', 66' · Bałdyga 87' | 9:1(2:0) | Praga Warszawa · 4' Wołosiewicz |  |
|                        | |          |                                 |  |

| 3 listopada 2021 20:00 | Legia Soccer Schools Warszawa · Przybylska 6', 14' · Zduńczyk 9', 36' | 4:0(4:0) | Ekosport Białystok | Urszulin |
|                        |                                                                       |          |                    |          |

| 3 listopada 2021 12:30 | Pogoń Tczew | 0:10(0:3) | Medyk Konin · 35', 56' Miksone · 45' Michalopoúlou · 45' Sałata · 53', 87' Fabová · 57', 84' Ročāne · 75' Gawrońska · 89' Koleničková |  |
|                        |             |           | |  |

| 3 listopada 2021 18:00 | Pomorzanin Toruń | 0:8(0:5) | Śląsk Wrocław · 10' Turowska · 11', 29' (k.) Wróblewska · 22' Czudecka · 25' (sam.) Piwańska · 52' Krysman · 67', 69' Iwaśko |  |
|                        |                  |          | |  |

| 3 listopada 2021 19:00 | Unia Opole | 0:1(0:1) | Unia Lublin · 45' Dymowska |  |
|                        |            |          |                            |  |

| 3 listopada 2021 12:30 | KSP Kielce | 0:4(0:2) | Bielawianka Bielawa · 21' Gróka · 41' Kruk · 66' Tylak · 74' Brzeska |  |
|                        |            |          |                                                                      |  |

| 3 listopada 2021 19:00 | KS Raszyn | 0:8(0:4) | KKP Bydgoszcz · 5' Piechocka · 10', 27' Kłepaćka · 16', 58' Bagińska · 46', 69' Zabłotna · 49' Majda |  |
|                        |           |          | |  |

| 17 listopada 2021 12:00 | Rekord Bielsko-Biała · Skolarz 53' · Zofia Śmietana 90' | 2:2 k. 4:2(0:0) | GKS Katowice · 63' Maciążka · 78' Brzęczek |  |
|                         |                                                         |                 |                                            |  |

| 3 listopada 2021 14:00 | Ostrovia Ostrów Wielkopolski · Paluch 13' · Gościniak 15' · Krawiec 43', 70' | 4:2(3:2) | Śląsk II Wrocław · 2' Ostrowska · 6' Kuta |  |
|                        |                                                                              |          |                                           |  |

| 3 listopada 2021 19:00 | Włókniarz Konstantynów Łódzki · Podżunas 34' | 1:4 (Dogrywka)(1:1) | Medyk II Konin · 38' Połatyńska · 110' Lizik · 120' Włodarek · 120' Drożyńska |  |
|                        |                                              |                     |                                                                               |  |

| 3 listopada 2021 12:30 | Pogoń Zduńska Wola · J. Szymczak 26', 89' · Zajączkowska 28', 30' · Torzewska 42' · M. Szymczak 71' | 6:2(3:2) | Rolnik Biedrzychowice · 3' (k.) Gegê · 17' Ejzel |  |
|                        | |          |                                                  |  |

| 3 listopada 2021 12:00 | Stomilanki Olsztyn · Tkaczyk 69' | 1:1 k. 4:1(1:0) | Olimpia Szczecin · 21' Ziemba |  |
|                        |                                  |                 |                               |  |

| 3 listopada 2021 18:00 | Warta Gorzów Wielkopolski | 0:7(0:4) | AZS UJ Kraków · 16', 45' Sitarz · 26' Gec · 32' Wróbel · 55' Wójcik · 73' Bińkowska · 78' Bartosiewicz |  |
|                        |                           |          | |  |

| 3 listopada 2021 12:30 | Unifreeze Górzno · Kozłowska 81' | 1:3(0:1) | Respekt Myślenice · 9' Topa · 50' Dziadkowiec · 69' Węglarz |  |
|                        |                                  |          |                                                             |  |

| 3 listopada 2021 12:30 | LZS Stare Oborzyska | 0:4(0:1) | SWD Wodzisław Śląski · 5', 51', 71' Sarapata · 65' Gulec |  |
|                        |                     |          |                                                          |  |

### 1/16 finału
| 20 listopada 2021 12:00 | SWD Wodzisław Śląski · Piętakiewicz 65', 81' | 2:3(0:1) | Rekord Bielsko-Biała · 4', 76' Chóras · 90' Knysak |  |
|                         |                                              |          |                                                    |  |

| 20 listopada 2021 12:30 | Pogoń II Tczew · Ścisłowska 44' · Nowak 48' · Sobal 51', 55', 84' · Guzewicz 83' | 6:0(2:0) | TKKF Stilon Gorzów Wielkopolski |  |
|                         |                                                                                  |          |                                 |  |

| 21 listopada 2021 12:30 | GSS Grodzisk Wielkopolski | 0:3(0:3) | Ostrovia Ostrów Wielkopolski · 15' Knuła · 16', 27' Gościniak |  |
|                         |                           |          |                                                               |  |

| 20 listopada 2021 12:30 | Respekt Myślenice · K. Topa 34' | 1:1 k. 4:3(1:1) | ROW Rybnik · 25' (sam.) M. Topa |  |
|                         |                                 |                 |                                 |  |

| 20 listopada 2021 17:30 | Marcus Gdynia | 0:5(0:1) | KKP Bydgoszcz · 16', 71' Kłepaćka · 58' Stasiak · 81' Piechocka · 83' Bagińska |  |
|                         |               |          |                                                                                |  |

| 4 grudnia 2021 16:00 | Górnik Łęczna · Lefeld 27' | 1:2(1:1) | Czarni Sosnowiec · 15' Kozak · 90' Kaletka |  |
|                      |                            |          |                                            |  |

| 20 listopada 2021 12:00 | Czarni II Sosnowiec · Sluková 5', 59' · Misztal 12', 89' · Długokęcka 19' · Fuchs 80' | 6:2(3:0) | UKS SMS III Łódź · 55' Dobroń · 66' Czuj |  |
|                         |                                                                                       |          |                                          |  |

| 20 listopada 2021 15:00 | Unia Lublin | 0:1(0:1) | Polonia Środa Wielkopolska · 11' Nogalska |  |
|                         |             |          |                                           |  |

| 20 listopada 2021 11:00 | Górnik II Łęczna | 0:3(0:1) | Medyk Konin · 45' (k.) Gawrońska · 47' Chudzik · 70' Ročāne |  |
|                         |                  |          |                                                             |  |

| 20 listopada 2021 13:30 | Bielawianka Bielawa | 0:7(0:2) | Śląsk Wrocław · 5', 48' Wróblewska · 15', 61', 68' Żurek · 58' Iwaśko · 78' Kulig |  |
|                         |                     |          |                                                                                   |  |

| 20 listopada 2021 12:30 | Pogoń Zduńska Wola | 0:1(0:1) | Skra Częstochowa · Liczko 45' |  |
|                         |                    |          |                               |  |

| 20 listopada 2021 12:00 | Stomilanki Olsztyn · Kałużna 41' · Rosiak 100' | 2:1(1:0) | APLG Gdańsk · 62' Dymińska |  |
|                         |                                                |          |                            |  |

| 21 listopada 2021 12:00 | Resovia II Rzeszów · Dąbrowska 11' | 1:2 (Dogrywka)(1:1) | Medyk II Konin · 18' Połatyńska · 120' Włodarek |  |
|                         |                                    |                     |                                                 |  |

| 20 listopada 2021 15:00 | Legia Soccer Schools Warszawa · Przybylska 55' | 1:9(0:2) | AZS UJ Kraków · 18' Daleszczyk · 31', 53' Bryzek · 45' Sitarz · 58', 62', 73', 79', 90' Wróbel | Urszulin |
|                         |                                                |          |                                                                                                |          |

| 20 listopada 2021 16:00 | Resovia Rzeszów | 0:4(0:2) | UKS SMS Łódź · 17' Filipczak · 45' Grzybowska · 46' Jedlińska · 78' Konat |  |
|                         |                 |          |                                                                           |  |

| 20 listopada 2021 12:30 | Stomil Olsztyn · Gadomska 36' · Korzec 72' · Olender 79' | 3:1(1:0) | Podgórze Kraków · 83' Cieślik |  |
|                         |                                                          |          |                               |  |

### 1/8 finału
| 16 marca 2022 14:00 | Czarni Sosnowiec · Stanović 1' · Kostowa 76' | 2:0(1:0) | AZS UJ Kraków |  |
|                     |                                              |          |               |  |

| 16 marca 2022 15:30 | Medyk II Konin | 0:2(0:0) | Stomilanki Olsztyn · 82' Tkaczyk · 90' Postol |  |
|                     |                |          |                                               |  |

| 16 marca 2022 13:00 | Respekt Myślenice · Dziadkowiec 79' | 1:0(0:0) | Ostrovia Ostrów Wielkopolski |  |
|                     |                                     |          |                              |  |

| 16 marca 2022 18:00 | Skra Częstochowa | 0:3(1:0) | Medyk Konin · 34' (48) Fabová · 73' Gawrońska |  |
|                     |                  |          |                                               |  |

| 16 marca 2022 11:00 | Stomil Olsztyn · Taranowska 33' | 1:2(1:0) | Rekord Bielsko-Biała · 59' Nowacka · 85' (k.) Knysak |  |
|                     |                                 |          |                                                      |  |

| 16 marca 2022 14:30 | Polonia Środa Wielkopolska · Drożak 8' | 1:4(1:1) | UKS SMS Łódź · 19' Rędzia · 49' Kopińska · 60' Krezyman · 86' Malesa |  |
|                     |                                        |          |                                                                      |  |

| 16 marca 2022 12:00 | Śląsk Wrocław · Dudziak 29' · Ostrowska 50' · Lewicka 65' | 3:0(1:0) | KKP Bydgoszcz |  |
|                     |                                                           |          |               |  |

| 16 marca 2022 12:00 | Pogoń II Tczew · Rembalska 42' · Osowska 58' · Sobal 59', 70' | 4:2(1:2) | Czarni II Sosnowiec · 1' Długokęcka · 10' Misztal |  |
|                     |                                                               |          |                                                   |  |

### Ćwierćfinały
| 27 kwietnia 2022 15:00 | Rekord Bielsko-Biała · Iwaśko 30' | 0:1(0:1) | Śląsk Wrocław |  |
|                        |                                   |          |               |  |

| 27 kwietnia 2022 12:00 | Pogoń II Tczew · Sobal 16' | 1:6(1:2) | Czarni Sosnowiec · 21' (k.) Wiankowska · 27' Grosicka · 54', 73', 90' Jędrzejewicz · 88' Kaletka |  |
|                        |                            |          |                                                                                                  |  |

| 27 kwietnia 2022 12:30 | Stomilanki Olsztyn · Silny 52' · Rosiak 54' | 2:3(0:1) | UKS SMS Łódź · 27' Rędzia · 70', 88' Konat |  |
|                        |                                             |          |                                            |  |

| 27 kwietnia 2022 13:30 | Respekt Myślenice | 0:4(0:3) | Medyk Konin · 8' Michalopoúlou · 26' Gawrońska · 32' Miksone · 70' Fabová |  |
|                        |                   |          |                                                                           |  |

### Półfinały
| 11 maja 2022 16:00 | Czarni Sosnowiec · Grosicka 8' · Buszewska 49' · Wiankowska 61' | 3:0(1:0) | Medyk Konin |  |
|                    |                                                                 |          |             |  |

| 11 maja 2022 17:00 | UKS SMS Łódź | 0:1(0:0) | Śląsk Wrocław · 90' (k.) Dudziak |  |
|                    |              |          |                                  |  |

### Finał
| 26 maja 2022 17:30 | Czarni Sosnowiec · Wiankowska 20', 66' · Kaletka 52' · Jędrzejewicz 80' | 4:0(1:0) | Śląsk Wrocław | Stadion MOSiR, Puławy |
|                    |                                                                         |          |               |                       |